# Дива, Нуреддин
Нуреддин бен Яхмед (араб. نور الدين بن يحمد‎; 26 февраля 1937, Тунис — 20 апреля 2020) — тунисский футболист и футбольный тренер, участник Олимпийских игр (1960).

## Биография

### Клубная карьера
Дива в течение семи сезонов играл за «Стад Тунизьен», став в команде одним из ключевых игроков команды. В составе «Стад Тунизьен» выиграл 3 чемпионских титула и 4 Кубок Туниса и забил более 80 голов.
В 1962 году переехал во Францию, где подписал контракт с клубом «Лимож», за который играл в течение шести сезонов. В «Лиможе» он был одним из ключевых игроков и его сравнивали с Раймоном Копа — ведущим французским футболистом того времени.
Вернувшись в Тунис, играл за «Эсперанс», с которым в 1970 году выиграл чемпионский титул. В том же году он завершил футбольную карьеру.

### Карьера в сборной
В составе сборной Туниса принимал участие на олимпийском турнире 1960 года, но во всех трёх матчах был запасным и на поле не вышел. Всего за сборную Туниса сыграл 23 матча, в которых забил 9 голов.

### Тренерская карьера
Работал главным тренером таких клубов, как «Эсперанс» и «Стад Тунизьен».

### Смерть
Скончался 20 апреля 2020 года в возрасте 83 лет.

## Достижения
«Стад Тунизьен»
- Чемпион Туниса (3): 1956/57, 1960/61, 1961/62
- Обладатель Кубка Президента (4): 1956, 1958, 1960, 1962

«Эсперанс» (Тунис)
- Чемпион Туниса (1): 1969/70